# Вересневе повстання
Вересневе повстання (болг. Септемврийско въстание) — збройне повстання у вересні 1923 року в Болгарії, підбурене БКП проти уряду Цанкова. Повстання підтримали аграрії та анархісти.

## Передісторія
9 червня 1923 року в Болгарії стався військовий переворот, внаслідок якого уряд Александра Стамболійського було повалено. Однак позбавлений влади прем'єр спробував організувати опір заколотникам. Його очолили також брат Александра Стамболійського Васил і капітан Йоновський, який служив в особистій охороні прем'єр-міністра. Наступного дня Стамболійський з загоном бійців Помаранчевої гвардії вирушили у Пазарджик, але 11 червня під час зіткнення з військами, вірними заколотникам, біля річки Тополниця, загін Стамболійського розгромили. Через три дні, 14 червня 1923 року, захопленого в полон Стамболійського піддали тортурам і вбили.
До влади в Болгарії прийшли правоконсервативні кола на чолі з відомим в країні вченим — економістом Александром Цанковим. Цанков очолював організацію «Народна змова», що виражала інтереси підприємців, верхнього прошарку інтелігенції, старшого офіцерства. У серпні 1923 року, вже після перевороту, під керівництвом Цанкова було створено нове проурядове політичне об'єднання «Демократична змова». Цанковісти пішли на скасування досягнень уряду Стамболійського, приступили до репресій щодо комуністичних і соціалістичних сил Болгарії.
Політика Цанкова зустріла вкрай негативну реакцію з боку лівих сил. Плани зі збройного опору новому уряду почали виникати відразу ж після приходу Цанкова до влади. Так, 1-6 липня 1923 року в Софії відбулося засідання керівництва Болгарської комуністичної партії (БКП), на якому члени ЦК БКП Тодор Петров і Георгій Димитров виступили на підтримку селянського повстання, яке охопило Плевен і ряд сіл Нікопольської околії. Але згодом це повстання було придушено. 5-7 серпня 1923 року на черговому засіданні ЦК БКП було прийнято рішення консолідувати всі партійні сили для підготовки до масового збройного виступу проти уряду Цанкова.
Однак, партійне керівництво чудово розуміло, що для досягнення успіху в повстанні було необхідно залучити не лише комуністів, а й прихильників інших лівих організацій. В результаті перемовин вдалося залучити на бік змовників ліву частину Болгарського землеробського народного союзу (БЗНС). Більшість активістів БЗНС прагнули помститися за звіряче вбивство свого лідера та ідеолога Александра Стамболійського. Крім «землеробів», в підготовці до повстання взяли участь анархо-комуністи, які на той час користувалися в Болгарії великим впливом і діяли досить активно.

## Перебіг подій

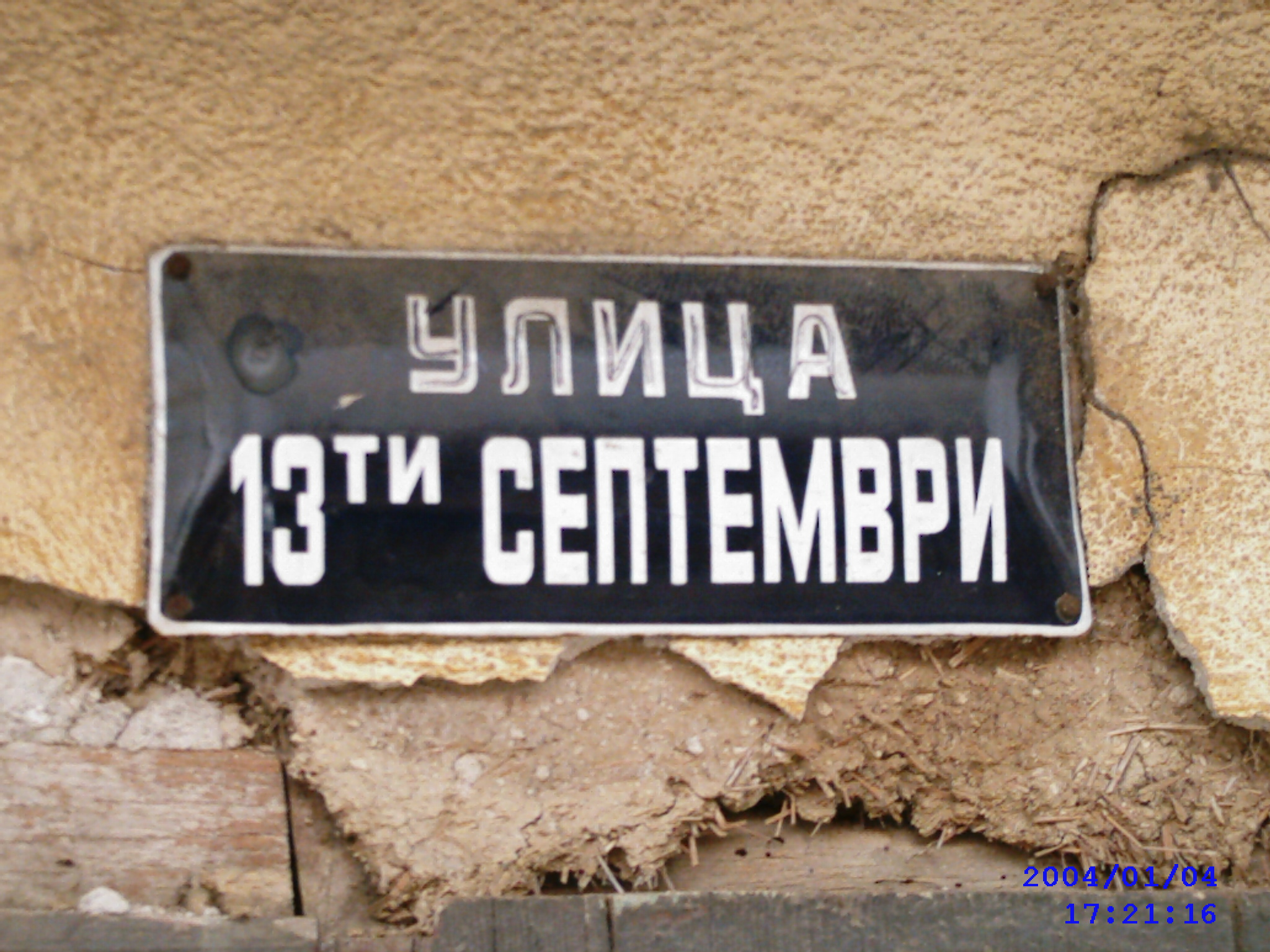
Вулиця 13 вересня в Миглижі, названа на честь початку повстання

12 вересня 1923 року по всій Болгарії розпочалися масові арешти, внаслідок яких понад 2 тисячі комуністів потрапили за ґрати, було запроваджено воєнний стан. Це викликало спонтанні дії партійного комітету села Миглиж Старозагорського округу, який намагався взяти владу в свої руки. Інші організації БКП очікували рішення Центрального Комітету, яке було прийнято ввечері 15 вересня 1923 року. Думки членів останнього розділилися: одні (Васил Коларов та Георгій Димитров) наполягали на негайному початку збройної боротьби проти уряду Александра Цанкова, інші (Тодор Луканов, Тодор Петров) виступали за підготовку до майбутніх парламентських виборів. Не чекаючи затвердження Центральним Комітетом дати повстання, за яке висловилась більшість, Васил Коларов розіслав спеціальні інструкції партійним організаціям, закликавши їх виступити 22 вересня.  

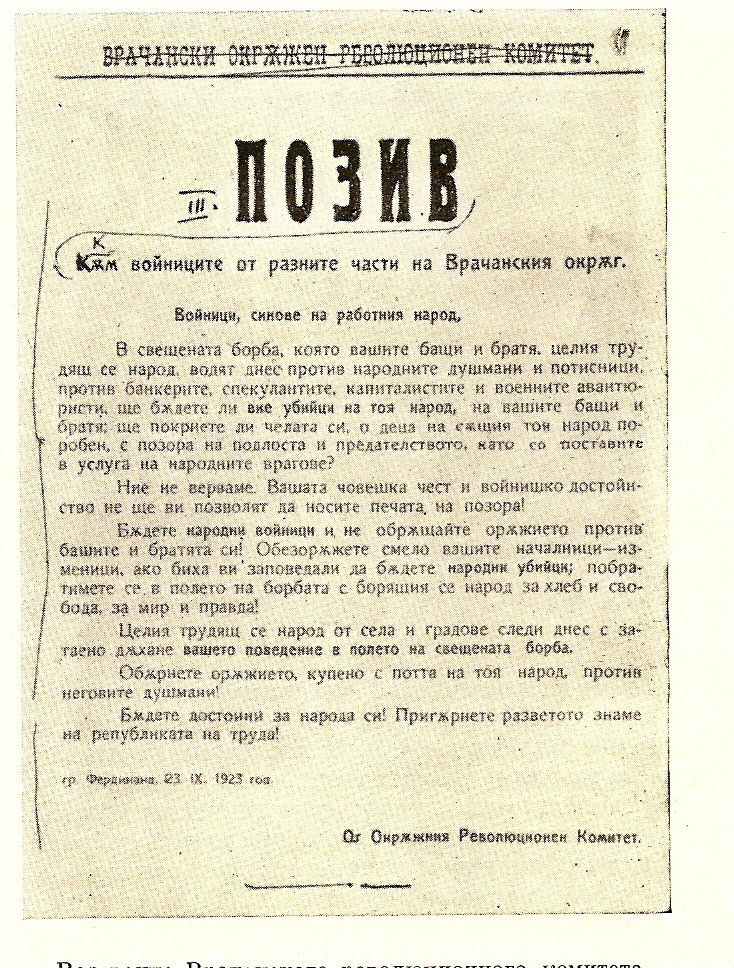
Запрошення ревкому до солдатів для придушення Вересневого повстання

Болгарські спецслужби отримали інформацію про те, що готується виступ лівих сил. 21 вересня 1923 року у Виршеці був заарештований Нікола Атинський, який мав обійняти посаду начальника штабу революційних військ. Однак, незважаючи на цю неприємну подію, повстання все ж розпочалося. Першими виступили поселення Старозагорської, Новозагорської, Казанлицької та Чирпанської околій. Епіцентром дій повстанців стали райони Північно-Західної Болгарії (Врачанський та Відинський округи). В ніч на 23 вересня повстанці на чолі з Христо Михайловим увійшли у село Виршець, а потім захопили місто Фердинанд. Однак їм не вдалося його утримати. Внаслідок стрімкої атаки Лопушанської дружини під командуванням Георгія Дамянова місто знову було взято повстанцями. 
Важкі бої розгорнулися 25 вересня за станцію Бойчиновці. Близько 5 тисяч повстанців, організованих в декілька дружин та загонів під командуванням Гаврила Генова, розгромили підрозділ урядових військ. Повстанці взяли в полон 400 солдатів, 150 білогвардійців з колишніх врангелівських військ, захопили 600 гвинтівок, 2 гармати, 5 кулеметів і вагон з боєприпасами. В цілому в Північно-Західній Болгарії було звільнено [ненейтрально] значну територію від Дунаю до гір Стара-Планини та від річки Іскир до кордону з Югославією. У 8 містах та 440 селах було встановлено робітничо-селянську владу. 
Однак нерівномірність розподілу сил повстанців в різних районах Болгарії та неузгодженість дій повстанських загонів зіграли на руку уряду. Вже 26-27 вересня урядові війська змогли завдати ряд серйозних поразок повстанським загонам. У Софійському окрузі, де були зосереджені численні військові частини, повстанців вдалося придушити практично відразу. Сама Софія не брала участі в повстанні — ще до його початку спецслужбам вдалося нейтралізувати основних керівників виступу в болгарській столиці.
Придушивши повстання в Софійському та Пловдивському округах, урядові війська висунулись у північно-західні райони Болгарії, які стали ареною жорстоких боїв між повстанськими загонами та армійськими частинами. 26 вересня урядові війська захопили Берковицю, яка перебувала в руках повстанців, а 27 вересня увірвалися до міста Фердинанд (нині — Монтана), де розміщувався Головний революційний комітет у складі Васила Коларова, Георгія Димитрова і Гаврила Генова. До 30 вересня не залишилось жодного осередку опору. Однак тривав партизанський опір, який охопив північні райони Болгарії.

## Наслідки

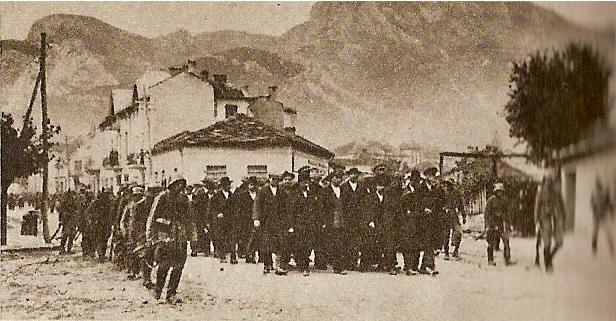
Повстанці, заарештовані восени 1923 року у Враці

Уряд Цанкова дуже жорстко розправлявся не лише з повстанцями, але й з селянським населенням, запідозреним у симпатіях до антиурядового руху. Під час придушення Вересневого повстання загинули щонайменше 5 тисяч осіб, ще 10 тисяч чоловік були заарештовані та засуджені, 2 тисячі осіб були змушені залишити Болгарію. Політичні біженці з Болгарії, де було створено абсолютно нестерпне становище для антиурядовців, емігрували в СРСР та ряд інших країн Східної та Західної Європи. Велику роль в організації допомоги біженцям грала Комуністична партія Югославії, яка взяла на себе відповідальність зі збору коштів на допомогу сім'ям біженців.
Вересневе повстання було наймасовішим виступом різних політичних сил і, в першу чергу, болгарських селян, які були незадоволені згортанням аграрної реформи, розпочатої урядом Стамболійського. У листопаді 1923 року в Болгарії відбулися парламентські вибори — режим Цанкова потребував імітації своєї демократичної орієнтації, яка допомагала б добитися підтримки з боку США та Великої Британії. На виборах перемогла «Демократична змова» цанковістів. Болгарська комуністична партія була заборонена. Згодом було створено Партію праці, однак і вона згодом була заборонена. У 1924 році уряд Цанкова прийняв закон про охорону держави, згідно з яким заборонялися будь-які політичні партії та організації, які виступали за зміну політичного устрою в Болгарії. 
Після жорстокого придушення Вересневого повстання залишки повстанців перейшли до підпільної боротьби. До партизанських дій перейшла й Військова організація БКП, створена ще у 1920 році. Її учасники перебували на більш радикальних позиціях, ніж партійне керівництво, тому орієнтувались не лише на масові виступи, але й на організацію диверсій і терактів проти болгарського керівництва і силових структур.
У відповідь на вилазки партизанів, уряд посилював репресії проти лівих сил Болгарії і посилював закони країни. У 1925 році Цолу Драгойчеву заарештували і засудили до смертної кари, однак потім, у зв'язку з вагітністю, замінили на довічне ув'язнення. Ті ж анархо-комуністи, яким вдалося втекти з Болгарії, згодом активно брали участь у Другій світовій війні або діяли в партизанських загонах в країнах Східної Європи.  

## Деякі учасники
- Георгій Димитров
- Васил Коларов
- Цола Драгойчева
- Тодор Ангелов